# Atletisme als Jocs Olímpics d'Estiu de 1908
Als Jocs Olímpics de 1908 celebrats a la ciutat de Londres es disputaren 26 proves d'atletisme, totes elles en categoria masculina, entre els dies 15 i 25 de juliol.

## Proves
Els Jocs del 1908 foren els primers en què es disputaren proves de marxa i en què s'introduí la javelina, de la qual es disputaren dues variants. Els 60 metres llisos desaparegueren del programa, així com els 200 metres tanques. Els 2500 metres obstacles foren substituïts pels 3200 metres obstacles i les 4 milles per equip per les 3 milles per equip. S'introduí la cursa de relleus estils, mentre que les proves combinades desapareguen, així com el llançament de pes de 56 lliures. Per contra s'afegí una variant en el llançament de disc.
En el còmput general del programa hi ha una prova més que en l'edició precedent.

## Nacions participants
Hi participaren 446 atletes de 20 nacions diferents:
| - Australàsia (9) - Àustria (3) - Bèlgica (6) - Bohèmia (3) - Canadà (27) - Dinamarca (8) - Estats Units (89) | - Finlàndia (15) - França (19) - Grècia (12) - Hongria (20) - Imperi Alemany (21) - Imperi Rus (1) - Itàlia (13) | - Noruega (11) - Països Baixos (20) - Regne Unit (126) - Sud-àfrica (9) - Suècia (33) - Suïssa (1) |

## Resum de medalles
| Prova                                       | Or                                                                                            | Argent                                                                   | Bronze                                                                                            |
| 100 m detalls                               | Reggie Walker                                                                                 | James Rector                                                             | Bobby Kerr                                                                                        |
| 200 m detalls                               | Bobby Kerr                                                                                    | Robert Cloughen                                                          | Nathaniel Cartmell                                                                                |
| 400 m detalls                               | Wyndham Halswelle                                                                             | no es concedí                                                            | no es concedí                                                                                     |
| 800 m detalls                               | Mel Sheppard                                                                                  | Emilio Lunghi                                                            | Hanns Braun                                                                                       |
| 1500 m detalls                              | Mel Sheppard                                                                                  | Harold A. Wilson                                                         | Norman Hallows                                                                                    |
| 110 m tanques detalls                       | Forrest Smithson                                                                              | John Garrels                                                             | Arthur Shaw                                                                                       |
| 400 m tanques detalls                       | Charles Bacon                                                                                 | Harry Hillman                                                            | Leonard Tremeer                                                                                   |
| 3200 metres obstacles detalls               | Arthur Russell                                                                                | Archie Robertson                                                         | John Eisele                                                                                       |
| Relleus combinats detalls                   | Estats UnitsWilliam F. Hamilton Nathaniel Cartmell John Taylor Mel Sheppard                   | Imperi AlemanyArthur Hoffmann · Hans Eicke · Otto Trieloff · Hanns Braun | HongriaPál Simon Frigyes Wiesner József Nagy Odon Bodor                                           |
| 3 milles per equips detalls                 | Regne Unit Joe Deakin · Archie Robertson · William Coales · Harold A. Wilson · Norman Hallows | Estats UnitsJohn Eisele George Bonhag Herb Trube Gayle Dull Harvey Cohn  | FrançaLouis Bonniot de Fleurac · Joseph Dréher · Paul Lizandier · Jean Bouin · Alexandre Fayollat |
| 5 milles detalls                            | Emil Voigt                                                                                    | Edward Owen                                                              | Johan Svanberg                                                                                    |
| Marató detalls                              | Johnny Hayes                                                                                  | Charles Hefferon                                                         | Joseph Forshaw                                                                                    |
| 3.500 metres marxa detalls                  | George Larner                                                                                 | Ernest Webb                                                              | Harry Kerr                                                                                        |
| 10 milles marxa detalls                     | George Larner                                                                                 | Ernest Webb                                                              | Edward Spencer                                                                                    |
| Salt de llargada detalls                    | Frank Irons                                                                                   | Daniel Kelly                                                             | Calvin Bricker                                                                                    |
| Triple salt detalls                         | Timothy Ahearne                                                                               | Garfield MacDonald                                                       | Edvard Larsen                                                                                     |
| Salt d'alçada detalls                       | Harry Porter                                                                                  | Georges André                                                            | no es concedí                                                                                     |
| Salt d'alçada detalls                       | Harry Porter                                                                                  | Cornelius Leahy                                                          | no es concedí                                                                                     |
| Salt d'alçada detalls                       | Harry Porter                                                                                  | István Somodi                                                            | no es concedí                                                                                     |
| Salt de perxa detalls                       | Edward Cook                                                                                   | no es concedí                                                            | Edward Archibald                                                                                  |
| Salt de perxa detalls                       | Edward Cook                                                                                   | no es concedí                                                            | Clare Jacobs                                                                                      |
| Salt de perxa detalls                       | Alfred Gilbert                                                                                | no es concedí                                                            |                                                                                                   |
| Salt de perxa detalls                       | Bruno Söderström                                                                              | no es concedí                                                            |                                                                                                   |
| Salt de llargada aturat detalls             | Ray Ewry                                                                                      | Konstandinos Tsiklitiras                                                 | Martin Sheridan                                                                                   |
| Salt d'alçada aturat detalls                | Ray Ewry                                                                                      | John Biller                                                              | no es concedí                                                                                     |
| Salt d'alçada aturat detalls                | Ray Ewry                                                                                      | Konstandinos Tsiklitiras                                                 | no es concedí                                                                                     |
| Llançament de pes detalls                   | Ralph Rose                                                                                    | Denis Horgan                                                             | John Garrels                                                                                      |
| Llançament de disc detalls                  | Martin Sheridan                                                                               | Merritt Giffin                                                           | Marquis Horr                                                                                      |
| Llançament de martell detalls               | John Flanagan                                                                                 | Matt McGrath                                                             | Con Walsh                                                                                         |
| Llançament de javelina detalls              | Eric Lemming                                                                                  | Arne Halse                                                               | Otto Nilsson                                                                                      |
| Llançament de disc estil antic detalls      | Martin Sheridan                                                                               | Marquis Horr                                                             | Verner Järvinen                                                                                   |
| Llançament de javelina estil lliure detalls | Eric Lemming                                                                                  | Michalis Dorizas                                                         | Arne Halse                                                                                        |

## Medaller
| Posició | País           | Or | Argent | Bronze | Total |
| 1       | Estats Units   | 16 | 10     | 8      | 34    |
| 2       | Regne Unit     | 7  | 7      | 3      | 17    |
| 3       | Suècia         | 2  | 0      | 3      | 5     |
| 4       | Canadà         | 1  | 1      | 4      | 6     |
| 5       | Sud-àfrica     | 1  | 1      | 0      | 2     |
| 6       | Grècia         | 0  | 3      | 0      | 3     |
| 7       | Noruega        | 0  | 1      | 2      | 3     |
| 8       | França         | 0  | 1      | 1      | 2     |
| 8       | Imperi Alemany | 0  | 1      | 1      | 2     |
| 8       | Hongria        | 0  | 1      | 1      | 2     |
| 11      | Itàlia         | 0  | 1      | 0      | 1     |
| 12      | Australàsia    | 0  | 0      | 1      | 1     |
| 12      | Finlàndia      | 0  | 0      | 1      | 1     |

## Calendari
| ● | Competició | ● | Finals |

| juliol                                 | 13 | 14 | 15 | 16 | 17 | 18 | 19 | 20 | 21 | 22 | 23 | 24 | 25 |
| -------------------------------------- | -- | -- | -- | -- | -- | -- | -- | -- | -- | -- | -- | -- | -- |
| 100 metres                             |    |    |    |    |    |    |    | ●  | ●  | ●  |    |    |    |
| 200 metres                             |    |    |    |    |    |    |    |    | ●  | ●  | ●  |    |    |
| 400 metres                             |    |    |    |    |    |    |    |    | ●  | ●  | ●  |    | ●  |
| 800 metres                             |    |    |    |    |    |    |    | ●  | ●  |    |    |    |    |
| 1.500 metres                           | ●  | ●  |    |    |    |    |    |    |    |    |    |    |    |
| 110 metres tanques                     |    |    |    |    |    |    |    |    |    |    | ●  | ●  | ●  |
| 400 metres tanques                     |    |    |    |    |    |    |    | ●  | ●  | ●  |    |    |    |
| 3.200 metres obstacles                 |    |    |    |    | ●  | ●  |    |    |    |    |    |    |    |
| Relleus esitls                         |    |    |    |    |    |    |    |    |    |    |    | ●  | ●  |
| 3 milles per equips                    |    | ●  | ●  |    |    |    |    |    |    |    |    |    |    |
| 5 milles                               |    |    | ●  |    |    | ●  |    |    |    |    |    |    |    |
| Marató                                 |    |    |    |    |    |    |    |    |    |    |    | ●  |    |
| 3.500 metres marxa                     |    | ●  |    |    |    |    |    |    |    |    |    |    |    |
| 10 milles marxa                        |    |    |    | ●  | ●  |    |    |    |    |    |    |    |    |
| Salt de llargada                       |    |    |    |    |    |    |    |    |    | ●  |    |    |    |
| Triple salt                            |    |    |    |    |    |    |    |    |    |    |    |    | ●  |
| Salt d'alçada                          |    |    |    |    |    |    |    |    | ●  |    |    |    |    |
| Salta amb perxa                        |    |    |    |    |    |    |    |    |    |    |    | ●  |    |
| Salt de llargada dret                  |    |    |    |    |    |    |    | ●  |    |    |    |    |    |
| Salt d'alçada dret                     |    |    |    |    |    |    |    |    |    |    | ●  |    |    |
| Llançament de pes                      |    |    |    | ●  |    |    |    |    |    |    |    |    |    |
| Llançament de disc                     |    |    |    | ●  |    |    |    |    |    |    |    |    |    |
| Llançamant de martell                  |    | ●  |    |    |    |    |    |    |    |    |    |    |    |
| Llançament de javelina                 |    |    |    |    | ●  |    |    |    |    |    |    |    |    |
| Llançament de disc en estil antic      |    |    |    |    |    | ●  |    |    |    |    |    |    |    |
| Llançament de javelina en estil lliure |    |    | ●  |    |    |    |    |    |    |    |    |    |    |
| juliol                                 | 13 | 14 | 15 | 16 | 17 | 18 | 19 | 20 | 21 | 22 | 23 | 24 | 25 |